# مقابر المدارس السكنية الهندية الكندية
بين مايو ويوليو 2021، تم التعرف على مقابر مئات سكان كندا الأصليين، الذين يُعتقد أنهم أطفال بشكل أساسي، بالقرب من المواقع السابقة لخمس مدارس سكنية كندية هندية في مقاطعات مانيتوبا وكولومبيا البريطانية وساسكاتشوان. واستمر التحقيق في مواقع إضافية في هذه المحافظات وكذلك في مناطق أخرى. كانت المدارس الداخلية الكندية الهندية عبارة عن شبكة من المدارس الداخلية للشعوب الأصلية. بتمويل من قبل فرع وزارة الشؤون الهندية التابع للحكومة الكندية وتديره الكنائس المسيحية. تم إنشاء النظام المدرسي لإزالة وعزل أطفال السكان الأصليين عن تأثير ثقافتهم الخاصة واستيعابهم في الثقافة الكندية المهيمنة. تم اكتشاف قبور مجهولة في هذه المدارس، باستخدام رادار قياس الأرض بشكل أساسي، يحتمل أن تحتوي على رفات أكثر من 1,000 شخص مجهولي المصير معظمهم من الأطفال.

## خلفية
كان نظام المدارس السكنية الهندية الكندية عبارة عن شبكة من المدارس الداخلية للشعوب الأصلية. تم تمويلها من قبل فرع وزارة الشؤون الهندية التابع للحكومة الكندية، وتديرها الكنائس المسيحية في جميع أنحاء البلاد. تم إنشاء النظام المدرسي لإزالة أطفال السكان الأصليين من تأثير ثقافتهم الخاصة واستيعابهم في الثقافة الكندية السائدة. استمر نظام المدارس السكنية لأكثر من 120 عامًا مع إغلاق آخر مدرسة في عام 1996. توفي عدد كبير من أطفال السكان الأصليين أثناء التحاقهم بالمدارس الداخلية حيث شهدت بعض المدارس معدلات عالية تصل إلى حالة وفاة واحدة لكل 20 طالبًا. لا يزال العدد الدقيق للوفيات المرتبطة بالمدرسة غير معروف بسبب السجلات غير المكتملة من الإهمال. ويقدر تقرير لجنة الحقيقة والمصالحة عدد القبور غير المميزة بـ 3200. ومع ذلك تشير مصادر أخرى إلى أن هذا تقدير متحفظ، وقد يكون الرقم الفعلي أعلى من ذلك بكثير.
تم تطوير المجلد الرابع من التقرير النهائي للجنة الحقيقة والمصالحة الكندية (TRC)، المخصص للأطفال المفقودين والمقابر غير المميزة، بعد أن أدرك أعضاء لجنة الحقيقة والمصالحة الأصليين في عام 2007، أن القضية تتطلب فريق عمل خاص بها. في عام 2009، طلبت لجنة الحقيقة والمصالحة 1.5 مليون دولار من التمويل الإضافي من الحكومة الفيدرالية لإكمال هذا العمل، لكن تم رفضه. وخلص الباحثون بعد البحث في الأراضي القريبة من المدارس باستخدام صور وخرائط الأقمار الصناعية، إلى أن «المقابر التي وثقتها الهيئة في الغالب مهجورة ومهملة وعرضة للاضطراب العرضي». :1 حتى الآن، تمكنوا من تحديد الأسماء والمعلومات الأخرى لما لا يقل عن 4100 طفل ماتوا في مدارس داخلية.

## المواقع
خريطة

### كاملوبس
في 28 مايو 2021 ، تم العثور على رفات 215 طفلاً مدفونين بالقرب من موقع مدرسة كاملوبس الهندية السكنية في كاملوبس، في Tk'emlups te Secwépemc الأمم الأولى. تم العثور على الرفات بمساعدة أخصائي رادار قياس الأرض. كتبت رئيسة Tk’emlúps te Secwépemc روزان كازيمير أنها تعتقد أن الوفيات كانت غير موثقة وأن العمل جار لتحديد ما إذا كانت السجلات ذات الصلة محفوظة في متحف كولومبيا البريطانية الملكية. في بيان صادر عن هيئة الصحة للأمم الأولى، قال الرئيس التنفيذي ريتشارد جوك: «إن وجود هذا الوضع ليس مفاجئًا للأسف ويوضح الآثار الضارة والدائمة التي لا يزال نظام المدارس السكنية يخلفها على أفراد الأمم الأولى وأسرهم ومجتمعاتهم.»

### براندون
ابتداءً من عام 2012، قام فريق من أمة سيوكس فالي داكوتا و جامعة سيمون فريزر بالتحقيق في موقعي مقبرة في مدرسة براندون الهندية السكنية في مانيتوبا. المشروع الذي حصل على تمويل لمواصلة عمله في أبريل 2019، تأخر بسبب وباء COVID-19. بالإضافة إلى مقبرتين معروفتين سابقًا، عثر المشروع على موقع دفن ثالث محتمل. في 4 يونيو 2021، أُعلن عن العثور على 104 مقبرة محتملة، منها 78 محسوبة من خلال السجلات التاريخية.

### ماريفال
في 25 يونيو 2021، أعلن الزعيم قدموس ديلورم عن اكتشاف ما يصل إلى 751 قبرًا بدون شواهد بالقرب من الموقع السابق لمدرسة لمدرسة ماريفال الهندية السكنية في ماريفال، على أراضي الأمة الأولى كاوسيس. تم استخدام مقبرة جماعية بجوار المدرسة لأول مرة في عام 1885، قبل إنشاء المدرسة. في مايو 2021، أعلنت الأمة الأولى كاوسيس أنها ستبحث في الموقع باستخدام رادار قياس الأرض، بالتعاون مع مجموعة من ساسكاتشوان بوليتكنيك. في ذلك الوقت، تم تمييز ما يقدر بثلث القبور. تم التخطيط للبحث قبل ذلك بعامين، لكنه تأخر بسبب جائحة فيروس كورونا. بدأت في يونيو 1 وتم توسيعه أربع مرات بعد حكايات من كبار السن بأن الجثث قد دفنت بجوار أرض المدرسة.
في 23 يونيو، تم العثور على المئات من القبور غير المميزة، وهي الأكبر في كندا حتى الآن، وفقًا لاتحاد الشعوب الأصلية ذات السيادة (FSIN)، الذي يمثل الأمم الأولى لساسكاتشوان. تم الإعلان عن العدد الإجمالي للمقابر بـ 751 في مؤتمر صحفي في اليوم التالي، أي أكثر من ثلاثة أضعاف عدد القبور التي تم اكتشافه في كاملوبس في الشهر السابق، وهو 215. تم اعتبار ما لا يقل عن 600 مقبرة مؤكدة، حيث كان معدل الخطأ في تكنولوجيا الرادار 10-15٪. خلال مؤتمر صحفي افتراضي في 17 يونيو، قال الزعيم قدموس ديلورم أن هذا ليس موقع مقبرة جماعية، وبدلاً من ذلك وصف الاكتشافات بأنها قبور غير مميزة؛ وزعم بعد ذلك أن الكنيسة الكاثوليكية أزالت شواهد القبور من المقبرة في الستينيات وأن «... اليوم، لدينا أكثر من 600 قبر بدون شواهد.»

### كرانبروك
في 30 يونيو 2021، أُعلن أن أمة سانت ماري الأولى (عضو في أمة كتوناكسا) اكتشفت 182 مقبرة غير مميزة في موقع بالقرب من مدرسة سانت يوجين ميشن السكنية السابقة. تقع المدرسة السكنية السابقة بالقرب من مدينة كرانبروك وتم تشغيل مبنى المدرسة كمنتجع وكازينو سانت يوجين للغولف منذ عام 2000.

### جزيرة كوبر
في عام 2018، التقى رئيس بينيلاكوت والمجلس ولجنة الحكماء مع باحثين من جامعة بريتيش كولومبيا لمناقشة تحديد محتمل لمقابر غير مميزة باستخدام رادار قياس الأرض. سيعتمد هذا العمل على مسوحات رادار قياس الأرض السابقة التي أجريت في المقابر المعروفة في المجتمع. في 12 يوليو في 2021 ، أعلن الزعيم جوان براون من الأمة الأولى بينيلاكوت أنه تم العثور على ما لا يقل عن 160 قبرًا بدون شواهد في أراضي المدرسة الصناعية الهندية السابقة بجزيرة كوبر قبالة جزيرة فانكوفر. المدرسة التي يشار إليها باسم «الكاتراز الكندية»، تم تشغيلها في جزيرة بينيلاكوت النائية (جزيرة كوبر سابقًا) من عام 1889 إلى عام 1969 من قبل الكنيسة الكاثوليكية، ومن عام 1969 إلى عام 1975 من قبل الحكومة الفيدرالية.

### التحقيقات جارية
بعد اكتشاف قبور غير مميزة في كاملوبس وماريفال، أعلن عدد من الأمم الأولى أيضًا عن عمليات بحث جديدة عن قبور غير مميزة في مواقع مدارس سكنية سابقة مختلفة. كانت بعض عمليات البحث هذه جارية بالفعل قبل اكتشاف كاملوبس. فيما يلي قائمة بمواقع المدارس التي تم الإعلان عنها حتى الآن:
- مدرسة أهوست الهندية السكنية في أهوست.[25]
- مدرسة موسكوكان الهندية السكنية بالقرب من لستوك - تم العثور على ما لا يقل عن 35 قبرًا بدون شواهد في 2018-2019.[26] وأضافت «موسكوكان الأمة الأولى» من المحتمل أن يكون هناك المزيد من [القبور] التي لا تزال تنتظر العثور عليها.»[27]
- مدرسة سانت جوزيف السكنية، بالقرب من بحيرة ويليامز[28]
- مدرسة شوبناكادي الهندية السكنية في شوبناكادي - يقود البحث عضو من الأمة الأولى Sipekneꞌkatik، مع عالم آثار من جامعة سانت ماري.[29]

## ردود أفعال

### النصب التذكارية العامة

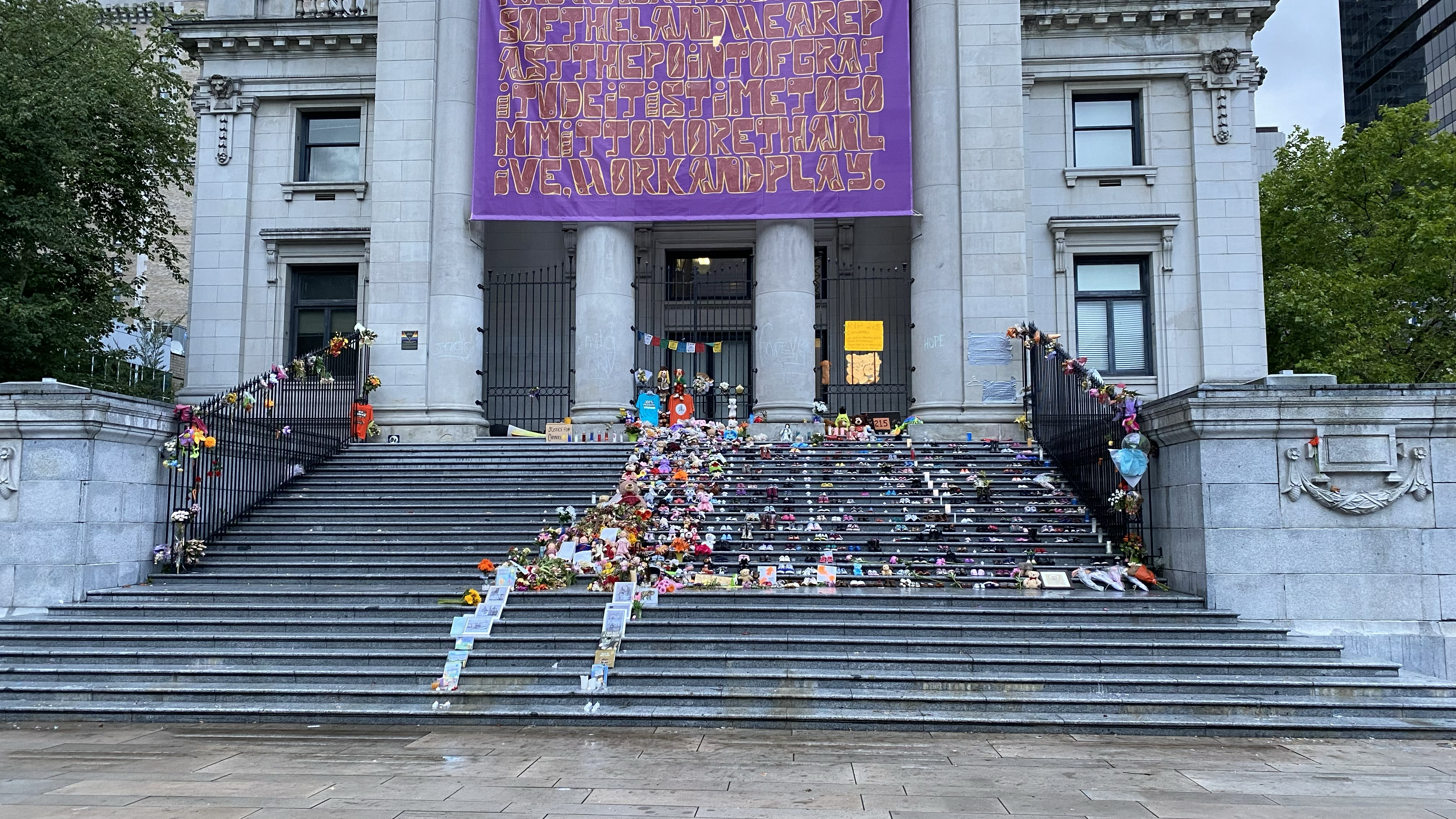
النصب التذكاري للمجتمع في معرض فانكوفر للفنون في يونيو6 ، 2021

ألهم الاكتشاف الأولي لمقابر غير مميزة في مدرسة كاملوبس السكنية العديد من النصب التذكارية المجتمعية في جميع أنحاء كندا، مع إنشاء المعالم الأثرية المجتمعية في معرض فانكوفر للفنون حيث تم وضع 215 زوجًا من أحذية الأطفال في صفوف. كما تم إنشاء نصب تذكارية مماثلة في المبنى التشريعي بأونتاريو، بالإضافة إلى العديد من المباني الحكومية ومباني الكنائس التي كانت مسؤولة عن إدارة نظام المدارس السكنية. في Tk'emlúps te Secwépemc، تم تبطين امتداد الطريق السريع الجنوبي يلوهيد المجاور للمدرسة التي حدثت فيها الاكتشافات الأولية بـ 215 صلبًا، كل منها مزين بملابس أطفال برتقالية اللون؛ أصبح اللون البرتقالي رمزًا للنضال ضد آثار وإرث المدارس الداخلية على الصعيد الوطني.[بحاجة لمصدر]

### حكومة
وصف رئيس الوزراء جاستن ترودو الاكتشاف في كاملوبس بأنه مفجع، وطلب رفع الأعلام على جميع المباني الفيدرالية في نصف الصاري. في 2 يونيو 2021، تعهدت الحكومة الفيدرالية بتقديم 27 مليون دولار كندي كتمويل فوري للمركز الوطني للحقيقة والمصالحة لتمييز وتحديد القبور غير المميزة في مواقع المدارس السكنية. 12 مليون دولار كندي و 8 ملايين دولار كندي و 2 مليون دولار كندي و 10 ملايين دولار كندي، على التوالي، لتمويل عمليات البحث عن قبور غير مميزة بالقرب من المدارس السكنية داخل مقاطعاتهم. دعا نائبا الحزب الوطني الديمقراطي مميلاك ققاق وتشارلي بيتر وزير العدل ديفيد لامتي إلى بدء تحقيق مستقل حول «الجرائم ضد الإنسانية» في كندا.
تكثفت الدعوات لإلغاء احتفالات يوم كندا في عام 2021 بعد الاكتشافات، حيث قرر عدد من المجتمعات في غرب كندا ونيو برونزويك إلغاء احتفالات يوم كندا لعام 2021، واختاروا بدلاً من ذلك يومًا للتفكير. صوت مجلس مدينة فيكتوريا بالإجماع على إلغاء أحداث يوم كندا، وتبعها بينتيكتون. عارضت زعيمة حزب المحافظين إيرين أوتول الفكرة، قائلة إنه على الرغم من أن الاكتشاف «مقلق للغاية» و«مروع»، إلا أنه «لا يمكنه الصمت عندما يريد الناس إلغاء يوم كندا».
طلبت جمعية مجالس المدارس الكندية تطوير منهج دراسي على مستوى كندا حول تاريخ السكان الأصليين، ليتم تدريسه من رياض الأطفال إلى الصف 12. في نيو برونزويك، قال وزير التعليم دومينيك كاردي إنه سيتم تعديل المناهج التعليمية للتدريس حول المدارس النهارية للسكان الأصليين في المقاطعة.

### دولي
في ضوء اكتشافات عام 2021، دعا مكتب حقوق الإنسان التابع للأمم المتحدة وخبراء حقوق الإنسان المستقلون التابعون للأمم المتحدة كندا والكرسي الرسولي إلى إجراء تحقيق شامل في اكتشافات القبور غير المميزة في اختبار دقيق. ورددت مشاعر مماثلة من قبل حكومات الصين وروسيا وبيلاروسيا وإيران وكوريا الشمالية وسوريا وفنزويلا، التي دعت الأمم المتحدة إلى «إجراء تحقيق شامل ونزيه في جميع القضايا التي ارتكبت فيها جرائم ضد السكان الأصليين، وخاصة الأطفال»
في فرنسا ، نظمت جمعية البقاء الدولية سلسلة من الاجتماعات في يونيو 2021 مع فنانين ونشطاء ومعلمين وباحثين وعلماء أنثروبولوجيا من السكان الأصليين وغير الأصليين كجزء من الشهر الوطني للتاريخ الكندي الأصلي، من أجل زيادة الوعي بتاريخ الأمم الكندية الأولى.

### تحطيم الأيقونات وتغيير الاسم

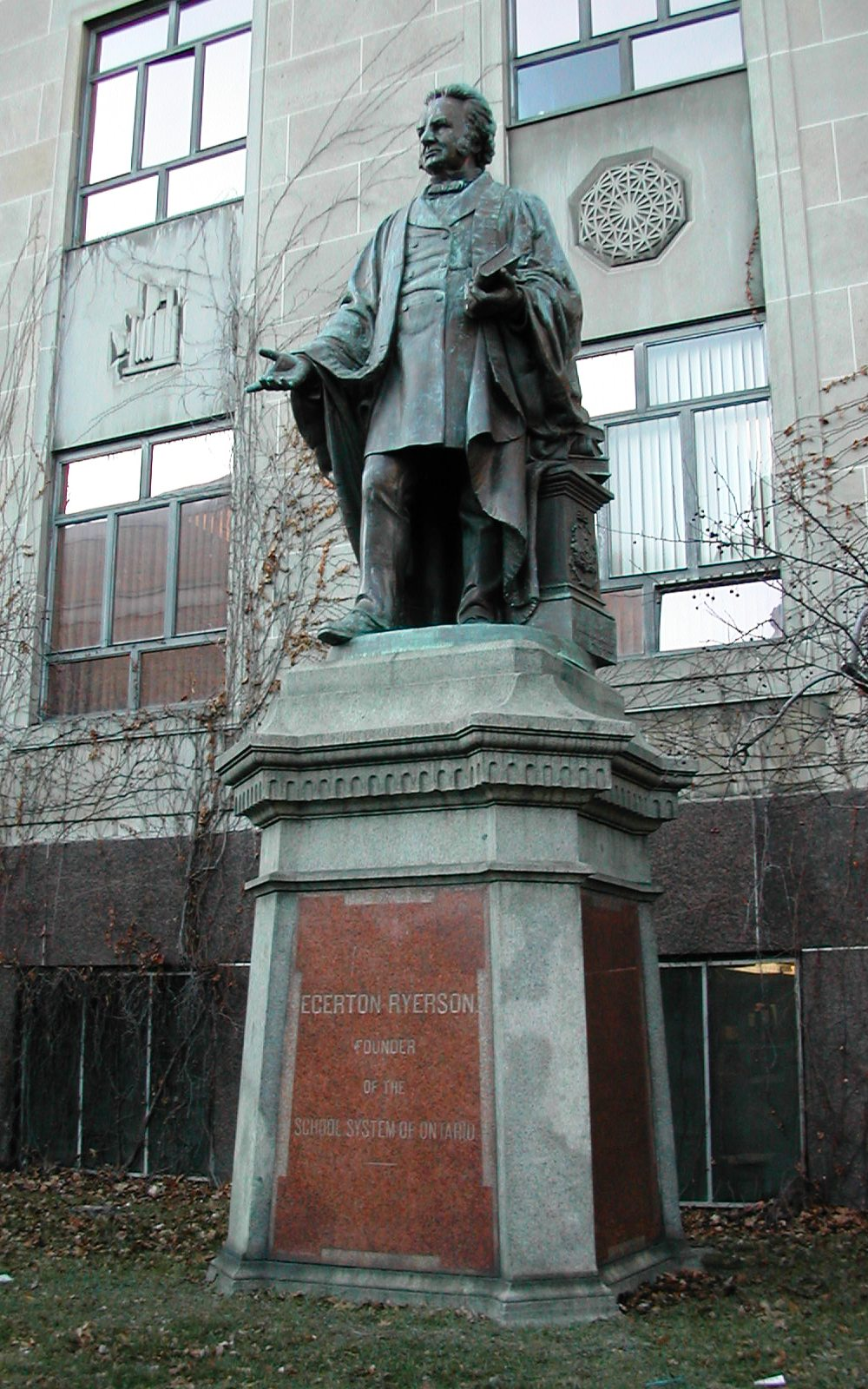
تمثال إجيرتون رايرسون في جامعة رايرسون (في الصورة عام 2005)، والذي تم تخريبه وإسقاطه وقطع رأسه في 6 ، 2021

تبع الاكتشاف في كاملوبس دعوات لتغيير الأسماء وإزالة الآثار التي تخلد ذكرى الشخصيات المثيرة للجدل بسبب آرائها أو سياساتها الاستعمارية تجاه سكان كندا الأصليين.
في 6 يونيو، تم تخريب تمثال إجيرتون رايرسون - أحد مصممي نظام المدارس السكنية - ثم أطيح به خارج جامعة رايرسون؛ وقال رئيس الجامعة محمد لشمي إن التمثال لن يتم استبداله أو ترميمه. طالب الطلاب وأعضاء هيئة التدريس الجامعة بعدم استخدام اسم رايرسون بعد الآن، وفضلوا بدلاً من ذلك الإشارة إليه على أنه «جامعة X». قال اثنان من منشورات المدرسة، رايرسونيان ومراجعة رايرسون للصحافة، أنه سيتم إعادة تسميتهما. تمت إزالة تمثال نصفي ولوحة لرايرسون في المبنى التشريعي في أونتاريو لاحقًا.
تمت إزالة الإشارات إلى جون إيه ماكدونالد بما في ذلك التماثيل في وسط مدينة شارلوت تاون، جزيرة الأمير إدوارد، وسط مدينة بيكتون، وفي سيتي بارك في كينغستون. كما ستتم إعادة تسمية سكن الطلاب في جامعة وندسور، وكذلك السير جون إيه ماكدونالد وينتر تريل على طول نهر أوتاوا. كما تم إجراء دعوات لإعادة تسمية المدارس الابتدائية والثانوية التي تحمل اسم رايرسون وماكدونالد، من بين آخرين.
تمت إعادة تسمية المدارس لإزالة الإشارات إلى المشاركين في إنشاء نظام المدارس الداخلية. وتشمل هذه واحدة في كالجاري سميت على اسم هيكتور لويس لانجفين، وواحدة سميت باسم أوسكار بلاكبيرن في بحيرة جنوب الهند، وواحدة في كريستون، لإزالة الإشارة إلى الأمير تشارلز. صوّت مجلس مدينة إدمونتون لإزالة جميع الإشارات إلى فيتال جراندين، بما في ذلك إعادة تسمية محطة على سكة حديد ادمونتون لايت ترانزيت إلى مركز الحكومة.
بعد الإعلان عن اكتشاف ماريفال، اجتمعت مجموعة من حوالي 20 شخصًا يرتدون قمصانًا برتقالية اللون في كاتدرائية القديس بولس في ساسكاتون في 24 يونيو، وطلعت امرأة على أبوابها ببصمات يد حمراء وعبارة «كنا أطفال». في الأول من يوليو (يوم كندا)، تم إسقاط تماثيل الملكة فيكتوريا والملكة إليزابيث الثانية. وندد رئيس الوزراء البريطاني بوريس جونسون بهذه الإجراءات. وفي يوم كندا أيضًا، أطاح المتظاهرون في فيكتوريا، كولومبيا البريطانية، بتمثال المستكشف البريطاني جيمس كوك.

### دعوات لإلغاء يوم كندا
كتب نشطاء حقوق السكان الأصليين على وسائل التواصل الاجتماعي أن هذه الاكتشافات يمكن أن تمثل بداية حساب وطني في كندا حول تاريخ كندا الاستعماري للإبادة الجماعية للسكان الأصليين. كثفت الدعوات لإلغاء أو تعديل احتفالات يوم كندا احتراماً للحقيقة والمصالحة، بما في ذلك النقاش على وسائل التواصل الاجتماعي باستخدام هاشتاغ "#CanadaDay". ومع ذلك، فقد قوبل هذا أيضًا بمعارضة. إذا لم يتم الإلغاء أو التعديل بالفعل بسبب قيود COVID-19، فقد تم إلغاء احتفالات يوم كندا في بعض المجتمعات في كولومبيا البريطانية وألبرتا وشمال ساسكاتشوان ونيو برونزويك.
صرح زعيم الحزب الوطني الديمقراطي جاجميت سينج أنه «في حين أن هناك أشياء يمكننا أن نفخر بها، بالتأكيد هناك أشياء مروعة حقًا، وهي جزء من إرثنا. إنه يضر بنا عندما نتجاهل الظلم، ونتجاهل الأجزاء السيئة من تاريخنا والإرث المستمر وتأثير تلك الأشياء الفظيعة التي حدثت وما زالت تحدث.» انتقدت زعيمة حزب المحافظين إيرين أوتول الدعوات لإلغاء احتفالات يوم كندا، وقالت لتجمعه إنه «قلق من أن الظلم في ماضينا أو في الوقت الحاضر غالبًا ما يتم الاستيلاء عليه من قبل مجموعة صغيرة من أصوات الناشطين الذين يستخدمونه من أجل تهاجم فكرة كندا نفسها»، وأن «الطريق إلى المصالحة، والطريق إلى المساواة، والطريق إلى الاندماج، لا ينطوي على تمزيق كندا.» 